# ピンク・バブルズ・ゴー・エイプ
『ピンク・バブルズ・ゴー・エイプ』（Pink Bubbles Go Ape）は、ドイツのヘヴィメタルバンド、ハロウィンが1991年に発表したアルバム。

## 概要
これまでバンドのリーダーであったカイ・ハンセンが脱退し、後任にローランド・グラポウを迎え製作された最初の作品。
プロデューサーにクリス・タンガリーディスを迎え製作が開始されたが、途中でクリスとバンド（主にヴァイカート）の意見の相違が表面化し、クリスが降板。後任に顔馴染みのトミー・ハンセンを急遽迎え、完成に漕ぎつけた。
前作発表時まで在籍していたノイズ・レコードとEMIの間で法廷闘争が巻き起こり、日本とイギリス以外では1年間発売が延期されている。バンド自体も1991年いっぱいの活動を休止していた。
収録楽曲はキスクの発言力が大きくなったことも影響し（プロデューサーのクリスとも信頼しあっていた）、前作及び前々作のようなメロディック・スピードメタル的な方向性の楽曲は少なくなり、ポップでユニークな楽曲が多数を占めている。また速弾きに長けたローランドの加入により、テクニカルなギターソロ及びフレーズも全体的に増加している。日本、イギリス以外での1年間の発売延期も影響し、ヨーロッパ諸国での売り上げは芳しくなかった。　

## 収録曲
1. ピンク・バブルズ・ゴー・エイプ Pink Bubbles Go Ape
（作詞・作曲：Michael Kiske / 編曲：CHRIS TSANGARIDES）
2. キッズ・オブ・ザ・センチュリー Kids of the Century
（作詞・作曲：Michael Kiske / 編曲：CHRIS TSANGARIDES）
3. バック・オン・ザ・ストリーツ Back On The Streets
（作詞：Michael Kiske / 作曲：Roland Grapow / 編曲：CHRIS TSANGARIDES）
4. ナンバー・ワン Number One
（作詞・作曲：Michael Weikath/ 編曲：CHRIS TSANGARIDES）
5. ヘヴィ・メタル・ハムスターズ Heavy Metal Hamsters
（作詞：Michael Weikath・Michael Kiske / 作曲：Michael Weikath / 編曲：HELLOWEEN）
6. ゴーイング・ホーム Goin' Home
（作詞・作曲：Michael Kiske / 編曲：CHRIS TSANGARIDES）
7. サムワンズ・クライング Someone's Crying
（作詞・作曲：Roland Grapow / 編曲：CHRIS TSANGARIDES）
8. マンカインド Mankind
（作詞：Michael Kiske / 作曲：Roland Grapow / 編曲：CHRIS TSANGARIDES）
9. アイム・ドゥーイン・ファイン－クレイジー・マン I'm Doin' Fine, Crazy Man
（作詞：Michael Kiske / 作曲：Roland Grapow / 編曲：HELLOWEEN）
10. チャンス The Chance
（作詞・作曲：Roland Grapow / 編曲：CHRIS TSANGARIDES）
11. ユア・ターン Your Turn
（作詞・作曲：Michael Kiske / 編曲：CHRIS TSANGARIDES）
12. シット・アンド・ロブスター Shit And Lobster ※
（作詞・作曲：Markus Grosskopf / 編曲：CHRIS TSANGARIDES）

※日本盤ボーナストラック

### エクスパンディッド・エディション・ボーナス・トラック
1. ブルー・スウェード・シューズ Blue Suede Shoes
5thシングル「Kids of the Century」のC/W
2. シット・アンド・ロブスター Shit And Lobster
5thシングル「Kids of the Century」のC/W
3. ハンブルクの散歩道 Les Hambourgeois Walkways
6thシングル「Number One」のC/W
4. ユー・ラン・ウィズ・ザ・パック You Run With The Pack
6thシングル「Number One」のC/W

## 参加ミュージシャン
- マイケル・キスク - vocals
- マイケル・ヴァイカート - guitar
- ローランド・グラポウ - guitar
- マーカス・グロスコフ - bass
- インゴ・シュヴィヒテンバーグ - drums